# Джевдуха
Джевдуха (также Джевдаха) — пресноводное озеро в районе имени Полины Осипенко Хабаровского края в междуречье рек Амгунь и Амур, на Амуро-Амгуньской низменности.
В северо-восточной части имеет сток в Амгунь через протоку Капкудан. Береговая линия сильно изрезана. Площадь зеркала 19,9 км². Водосборная площадь — 1150 км². Урез воды на отметке 3 м над уровнем моря.
Берега преимущественно низменные. Восточный берег холмистый (гора Вьюн, 314 м), поросший елью и лиственницей. На берегах гнездятся водоплавающие птицы (в том числе гуси). Населённые пункты на берегах отсутствуют; ближайшее поселение, посёлок Октябрьский, находится в 12 км к югу. Впадает несколько небольших рек и ручьёв: Вьюн, Поель, Хава, Левая Хава.